# Andrew MacLachlan
Andrew MacLachlan (27 février 1941 - 17 décembre 2018) est un joueur de cricket de première classe et un acteur écossais actif à la télévision britannique et dans des films de 1979 à 2006.

## Biographie
Fils de l'Écossais Geoffrey MacLachlan et de son épouse, Violet (née Hicks), Andrew MacLachlan naît à Trearddur sur l'île d'Anglesey où son père était en poste pendant son service militaire pendant la Seconde Guerre mondiale. Ses parents divorcent peu après la guerre et MacLachlan vit avec sa mère dans une tour Martello reconvertie à Malahide en Irlande. Il fait ses études en Angleterre, où il fréquente la St Edward's School d'Oxford. Il reste à Oxford après avoir terminé ses études à St Edward's, s'inscrivant à St Edmund Hall, à Oxford. Pendant ses études à St Edmund Hall, MacLachlan joue au cricket de première classe pour le club de l'université d'Oxford en 1962, faisant cinq apparitions. Joueur polyvalent (all-rounder), il marque 99 points lors de ses cinq matchs, avec un score élevé de 28. tandis qu'avec le ballon il prend trois guichets.

## Carrière d'acteur
À 38 ans, MacLachlan décide de tenter sa chance en tant qu'acteur et contacte son ami de l'université d'Oxford Terry Jones qui lui donne son premier rôle à l'écran en 1979 lorsqu'il apparaît dans le rôle d'un centurion romain dans La Vie de Brian. Il est également apparu dans les films Bandits (Time Bandits), Un poisson nommé Wanda, Danny, champion du monde, L'Anniversaire de Bob (en tant que voix off), Commando et Trauma. Il est apparu dans des séries télévisées telles que La Nuit des rois (Twelfth Night), Play for Today, Inspecteur Wexford (The Ruth Rendell Mysteries), Les Enquêtes de Foyle (Foyle's War) et Pickles: The Dog Who Won the World Cup en 2006, sa dernière apparition au cinéma,.
Andrew MacLachlan meurt le 17 décembre 2018, à l'âge de 77 ans. Il était marié et avait trois filles, ainsi que quatre petits-enfants.

## Filmographie
- 1979 : Monty Python : La Vie de Brian : un assistant officiel des Stoners / un garde rigolo
- 1981 : Bandits, bandits : pompier
- 1982 : Commando : agent d'immigration
- 1983 : Monty Python : Le Sens de la vie : Marié / Wycliff / Victime no 1 / Invité no 3
- 1987 : Personal Services : monsieur McClellan
- 1988 : Un poisson nommé Wanda : Ébédée
- 1988 : Les Aventures du baron de Münchhausen : Colonel
- 1988 : Managing Problem People. Behavioral skills for leaders : ?
- 1989 : Erik le Viking : Ornulf / Chambellan / Chien soldat
- 2004 : Trauma : homme accablé de chagrin